# 4. deild karla
4. deild karla er den laveste fodboldrække i Islandsk fodbold.
Af klimatiske årsager spilles der mest i foråret og om sommeren.
Ligaen er regions-opdelt og har 4 grupper fordelt i med 7-8 hold i hver.